# Nina Fedorova
Nina Viktorovna Fëdorova, coniugata Baldyčëva (in russo Нина Викторовна Фёдорова-Балдычёва?; Travino, 18 luglio 1947 – San Pietroburgo, 27 gennaio 2019), è stata una fondista sovietica, dal 1991 russa.

## Palmarès

### Olimpiadi
- 3 medaglie:
  - 1 oro (Innsbruck 1976 nella staffetta 4x5 km)
  - 1 argento (Lake Placid 1980 nella staffetta 4x5 km)
  - 1 bronzo (Innsbruck 1976 nei 5 km)

### Mondiali
- 3 medaglie:
  - 2 ori (Vysoké Tatry 1970 nella staffetta 3x5 km; Falun 1974 nella staffetta 4x5 km)
  - 1 bronzo (Vysoké Tatry 1970 nei 5 km)